# Marius Schwemmer

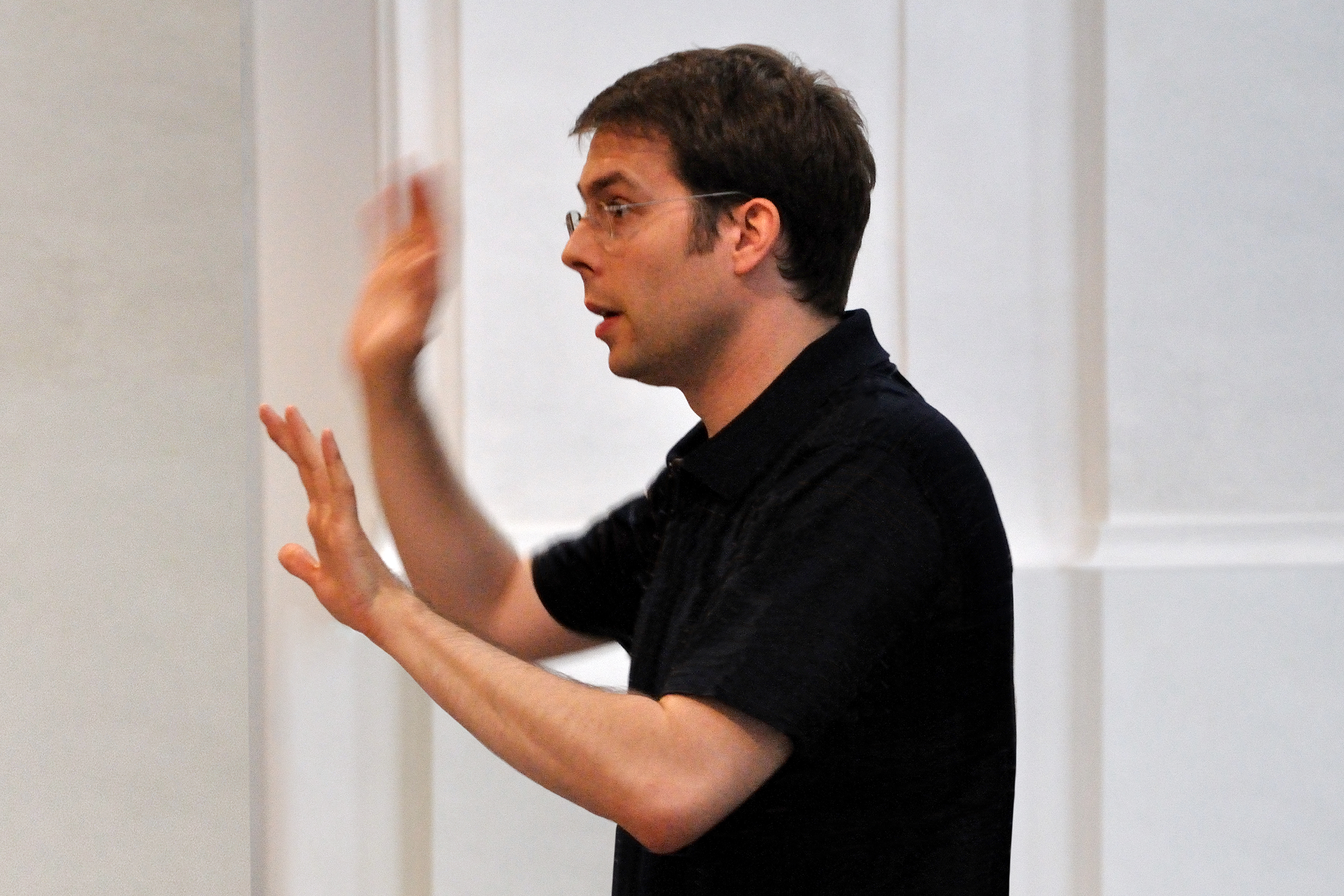
Marius Schwemmer (2009)

Marius Schwemmer (* 22. März 1977 in Neumarkt in der Oberpfalz) ist ein deutscher Kirchenmusiker und Diakon.

## Leben und Wirken
Marius Schwemmer sammelte seine ersten kirchenmusikalischen Erfahrungen als Mitglied der Regensburger Domspatzen. In Würzburg studierte er Katholische Theologie, Musikwissenschaft, Musikpädagogik und Kirchenmusik sowie Konzertexamen im Fach Orgel. Den Schwerpunkt Chorleitung vertiefte er bei Manfred Schreier an der Hochschule für Musik Trossingen. Die Verbindung von künstlerischer Praxis, kirchenmusikalischer Spiritualität und theoretischer Reflexion mit Vokalmusik findet Niederschlag in Schwemmers Publikationen, seiner Editionstätigkeit sowie in seinen Lehraufträgen an den Universitäten Passau und Würzburg. Sie bildet zudem den Schwerpunkt seiner Arbeit als Kirchenmusiker.
Von 2004 bis 2009 wirkte er als Chordirektor und Organist an der Basilika St. Lorenz in Kempten. Von 2005 bis 2015 war Schwemmer Schriftleiter der Fachzeitschrift Musica sacra. 2006 wurde er zum zweiten Vizepräsidenten des Allgemeinen Cäcilien-Verbandes für Deutschland gewählt. 2009 wurde er zum Diözesanmusikdirektor der Diözese Passau berufen. Seit dem Wintersemester 2009/2010 leitet er den Passauer Studentenchor an der Universität Passau. 2010 gründete er den Diözesankammerchor Passau. Marius Schwemmer ist Kirchenmusiker der katholischen Studentengemeinde an St. Nikola Passau. Von 2016 bis 2022 war er als Dommusikdirektor mit der Leitung der Bischöflichen Dommusik in Generaldelegation von Domdekan Hans Bauernfeind betraut.
In seiner 2010 veröffentlichten Dissertation befasste sich Schwemmer mit Genealogie, Biographie und Werk des Komponisten Joseph Willibald Michl.
Im November 2017 wurde Schwemmer zum Präsidenten des Allgemeinen Cäcilien-Verbands für Deutschland gewählt. Die offizielle Amtsübernahme erfolgte im September 2018. Zum 7. Juli 2022 legte er das Amt nieder. Schwemmer ist mit der Sängerin Elisabeth Jehle verheiratet.

## Veröffentlichungen (Auswahl)

### Bücher
- Das Orgelwerk Maurice Duruflé's im Orgelunterricht: ein Beitrag zu Form, Ästhetik und Technik. Tectum-Verlag 2003.
- Kleines kirchenmusikalisches Kompendium: ein Begleiter für die kirchenmusikalisch-liturgische Ausbildung und Praxis. Tectum-Verlag 2006.
- Erde singe! : Spiegel der Katholischen Kirchenmusik in Deutschland. Carus-Verlag 2008.
- Ein Componist von vielem Kopfe. Studien zu Genealogie, Biographie und Werk von Joseph Willibald Michl (1745–1815), Neumarkter Historische Beiträge Band 11, Neumarkt 2010.
- Gemeinsam mit Oswald Freudenreich und Fabian Weber: Musica sacra Generalregister 1868–2009. Allgemeiner Cäcilien-Verband für Deutschland, Regensburg 2010.
- Singt dem Herrn ein neues Lied! Neue Lieder im Passauer Eigenteil des neuen Gotteslobs. (Hrsg.), Passau, 2013, ISBN 978-3-9813094-7-8.

### Artikel und Aufsätze
- Die Orgelpsalmen von Heinz Werner Zimmermann. In: Musica sacra Nr. 4, Bärenreiter Kassel 2005, ISSN 0179-356X.
- Konkurrenzlos: Katholisches Kinder- und Jugendmusizieren. Für die 100.000 Mitglieder katholischer Kinder- und Jugendchöre zählt nicht Konkurrenz, sondern Teamgeist. In: politik und kultur, Nr. 05/06, Sept.–Okt. 2006, S. 14 und Olaf Zimmermann und Theo Geißler (Hrsg.): Die Kirchen, die unbekannte kulturpolitische Macht, Deutscher Kulturrat, Berlin 2007.
- Konservierung und Erforschung. Interview mit dem deutschen „scriptor latinus“ der Vatikanischen Bibliothek, Adalbert Roth. In: Musica Sacra. Nr. 5, Bärenreiter, Kassel 2008.
- Eine Kurzformel des Glaubens – nicht nur für die Passionszeit. Ehre sei dir, Christe. In: Musica sacra Nr. 3, Bärenreiter Kassel 2011.
- Lasst in eurer Mitte Psalmen, Hymnen und Lieder erklingen. Die Einführung von Kantoren im Gottesdienst der Pfarrgemeinde. In: Musica sacra Nr. 6, Bärenreiter Kassel 2011.
- Gemeinsam mit Hans Bauernfeind: Eine Verbindung von Glaube und Kultur: Das neue Gotteslob für das Bistum Passau. In: Josef Fischer (Hrsg.): Glaube und Kultur, S. 64–84, morgenroth media, München/Passau 2014.

### Noteneditionen
- Praeludia aenigmatica. 29 Rätselstücke für Orgel Solo, Musikverlag Dr. J. Butz, Bonn 2009.
- Franz Xaver Richter (1709–1789): „Messa a 15 C-Dur“, Dr. J. Butz Musikverlag, Bonn 2010.
- Vinzenz Schmid (1714–1783): „Missa F-Dur“, Reihe Musica Sacra Passaviensis 1. Verlag Duschl, Winzer / München / Passau 2011.
- Get on board. Bläsersätze zu religiösen Liedern unserer Zeit, Verlag Josef Duschl, Winzer / München / Passau 2011.
- Sonntagsorgel. Leichte Orgelmusik für Gottesdienst und Unterricht. Sammlung praxisorientierter Orgelmusik. Band 1: Festliches. Band 2: Meditatives. Bärenreiter, Kassel 2011.
- Georg Friedrich Händel (1685–1759): „Mi palpita il cor“. Cantata a Voce Sola con Oboe, Edition Walhall, Magdeburg 2012.
- Francesco Mancini (1672–1737): „Quanto dolce è quell’ardore“. Cantata a voce sola di soprano con oboe solo, Edition Walhall, Magdeburg 2012.
- Passauer Kinder- und Jugendchorheft. Strube, München 2012.
- Passauer Chorbuch. Chorsätze zu drei Stimmen (SAM), Bärenreiter, Kassel 2012, ISMN 979-0-00-654215-4 (Suche im DNB-Portal).
- Cantica nova. Zeitgenössische Chormusik für den Gottesdienst., Bärenreiter, Kassel 2012, ISBN 978-3-00-039887-2.
- Chorsätze zum Gotteslob. Diözesaneigenteil Passau Bd. I (SAB), Bd. II (SATB). Verlag Strube, München 2014.

### Diskografie
- Klingendes Bistum Passau. Werke von Buxtehude, Mawby, Piechler und Alain. Elisabeth Jehle (Sopran), Diözesanblechbläserensemble Passau, Marius Schwemmer (Leitung und Orgel). Duschl LC.[6]
- Grand jeu: Orgel begegnet Streichorchester. Werke von Händel, Mozart, Respighi, Bunk und Hoyer. Ensemble sonare Linz, Orgel Christian Müller. Ltg. Marius Schwemmer.

## Auszeichnungen
- Am 19. April 2013 ernannte ihn der Apostolische Administrator Bischof Wilhelm Schraml zum Kirchenmusikdirektor.